# Platyrinchus leucoryphus
Platyrinchus leucoryphus е вид птица от семейство Tyrannidae. Видът е световно застрашен, със статут Уязвим.

## Разпространение
Видът е разпространен в Аржентина, Бразилия и Парагвай.